# Astoria (studio nagraniowe)

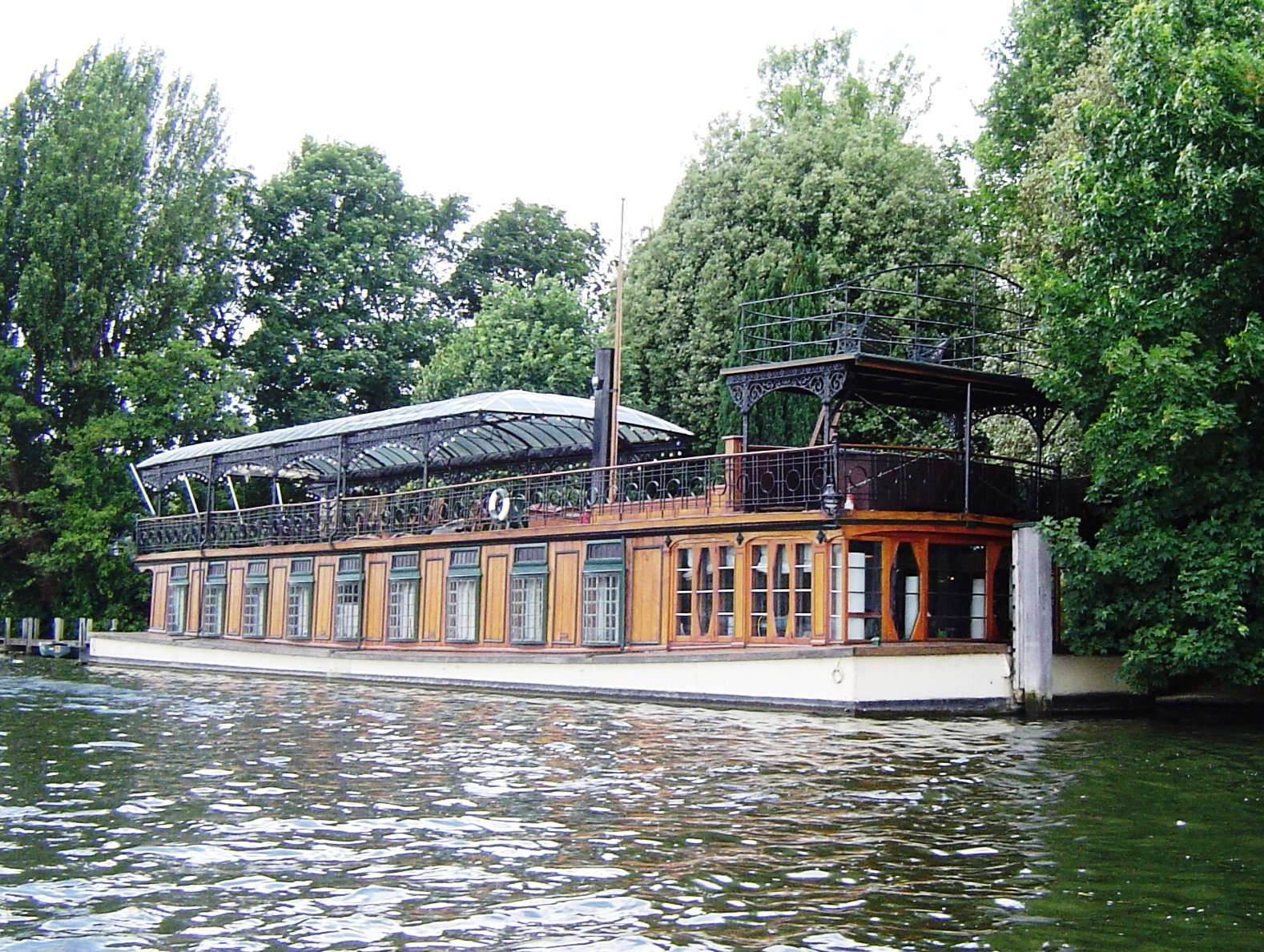
Barka mieszkalna Astoria

Astoria – okazała barka mieszkalna, zbudowana w 1911 roku dla impresario Freda Karno i przystosowana do pełnienia funkcji studia nagraniowego w latach 80. przez jej nowego właściciela, gitarzystę i wokalistę zespołu Pink Floyd Davida Gilmoura. Barka zacumowana jest na Tamizie w Hampton, w londyńskiej dzielnicy Richmond upon Thames. 

## Historia
Łódź została zbudowana w 1911 roku dla impresario Freda Karno, który pragnął mieć najlepszą łódź mieszkalną na rzece. Na stałe zacumowano ją obok jego hotelu, Karsino na wyspie Tagg’s Island. Oryginalnie zaprojektowano ją tak, aby na pokładzie mogła grać cała 90-osobowa orkiestra.
Gilmour kupił barkę w 1986 roku, po tym, jak zobaczył ją reklamowaną na sprzedaż w egzemplarzu magazynu „Country Life” w poczekalni u swojego dentysty, ponieważ – jak mówił – „połowę swojego życia spędził w studiach nagraniowych bez okien, bez światła, a na łodzi jest wiele okien, z piękną scenerią na zewnątrz”.

## Rola w muzyce
Części każdego z trzech ostatnich albumów studyjnych grupy Pink Floyd: A Momentary Lapse of Reason (1987), The Division Bell (1994) i The Endless River (2014), zostały nagrane na łodzi, podobnie jak części solowego albumu Gilmoura On an Island (2006). Jego solowy album studyjny, Rattle That Lock (2015), został tam zmiksowany i częściowo nagrany. Studio zostało również wykorzystane do miksowania albumu koncertowego Pink Floyd Pulse (1995), a także filmu Pulse (1995), DVD/Blu-ray Gilmour’s Remember That Night (2007) i DVD albumu Live in Gdańsk (2008).